# 三池港インターチェンジ
三池港インターチェンジ（みいけこうインターチェンジ）は、福岡県大牟田市にある有明海沿岸道路（大牟田高田道路）のインターチェンジである。

## 概要
三池港へ最寄のインターチェンジである。なお、当ICから南進して熊本県熊本市の熊本天草幹線道路まで延長する計画（有明海沿岸道路II期・候補路線）もある。

## 歴史
- 2012年1月29日 : 三池港IC-大牟田IC間開通に伴い供用開始

## 接続する道路

### 直接接続
- 福岡県道736号三池港線

### 間接接続
- 福岡県道787号勝立三川線

## 周辺
- 三池港
- 三井港倶楽部

## 隣
有明海沿岸道路（大牟田高田道路）
三池港IC - 大牟田IC